# Boesenbergia siamensis
Boesenbergia siamensis är en enhjärtbladig växtart som först beskrevs av François Gagnepain, och fick sitt nu gällande namn av Sirirugsa. Boesenbergia siamensis ingår i släktet Boesenbergia och familjen Zingiberaceae.
Artens utbredningsområde är Thailand. Inga underarter finns listade i Catalogue of Life.